# Copacabana Club
Copacabana Club é uma banda alternativa brasileira formada em junho de 2007 na cidade de Curitiba, Paraná.
A banda mistura o indie rock, música eletrônica e new wave com toques de punk e bossa nova. Todas as canções da banda são em inglês.
A banda teve vinhetas e um blog na MTV Brasil, e a canção "Just Do It" foi trilha sonora de um comercial da Fox, além de também fazer parte da abertura do reality show Nós 3, do Multishow. A banda foi indicada ao prêmio de "Artista Revelação" no Video Music Brasil 2009.

## História
O guitarrista Alec Ventura voltou de uma temporada de cinco anos em Londres e resolveu fundar a banda ao lado dos amigos Lulli Frank, Tile Douglas, Caca V e Claudinha Bukowski. Após realizarem o primeiro show em São Paulo, a banda viu seus acessos no MySpace triplicarem e acabaram sendo convidados para participar do projeto Levi's Music, que aposta em novos talentos musicais.
Em 2010, a banda se apresentou no South by Southwest, festival realizado no Texas, Estados Unidos. Em 23 de abril, abriu o show de Moby no Credicard Hall, em São Paulo.
Em 2011, a banda abriu os dois shows de Britney Spears, no Rio de Janeiro (15 de novembro) e em São Paulo (18 de novembro). No mesmo ano, a banda lançou seu primeiro disco, Tropical Splash, com 13 músicas, sendo 7 faixas inéditas e algumas novas versões para músicas já conhecidas, como "Comeback" e "It's Us". No fim de 2011, se apresentam no festival SWU, em Paulínia (SP).
No primeiro semestre de 2012, a banda muda sua formação, com a saída de Alec e Tile. Para completar a grupo, entram André (guitarrista da curitibana Homemade Blockbuster) e Júnior, ambos amigos antigos da banda. Contando com a nova formação, ainda no primeiro semestre, a banda faz uma turnê por Londres, com ajuda dos fãs através de uma proposta de Crowdfunding.
Em março de 2013, lançam um novo clipe do single "Love Is Over". No mesmo mês, se apresentam no festival de música Lollapalooza Brasil, no dia que contou com diversas grandes bandas, como The Flaming Lips, Cake e The Killers.

## Integrantes

### Membros atuais
- Caca V – vocal
- Claudinha Bukowski – bateria
- Carlos Cafareli Júnior – baixo
- André França – guitarra

### Ex-membros
- Lulli Frank – guitarra
- Rafael Martins – guitarra
- Alec Ventura – guitarra e vocal
- Tile Douglas – baixo

## Discografia
Álbuns de estúdio
- 2011: Tropical Splash[11]

EPs
- 2008: King of the Night

Singles
- 2009: "Just Do It"
- 2010: "Mrs. Melody"
- 2013: "Love is Over/Let it Go"